# Sirenen
Sirenen (stiliseret S!RENEN) er Danmarks mobilvarslingssystem, der foregår som supplement til det almindelige danske varslingssystem (sirenerne).
Implementationen er sket på baggrund af et EU-direktiv. der pålægger EU-medlemslandene at indføre et digitalt supplement til de eksisterende varslingskanaler. 
Systemet trådte i kraft i april 2023, og første alarmering skete d. 3. maj 2023 kl. 12.00 som en del af Danmarks årlige test af varslingssystemet.
Sirenen drives af Beredskabsstyrelsen, men er koblet op på det eksisterende varslingssystem. Derfor er det politiet, der udsender alarmer via Sirenen.
Sirenen er udviklet i regi af Forsvarsministeriet sammen med Justitsministeriet og Klima-, Energi- og Forsyningsministeriet og deres underliggende styrelser.

## Teknik
Sirenen anvender teknologien Cell Broadcast til at udsende varslinger til nyere smartphones. For iPhones vil det kræve, at det er en iPhone 8 eller nyere, og at telefonen er opdateret til iOS 16.4. For Android-enheder kommer det an på Android-version og producent.

### Første advarsel
D. 3. maj 2023 kl. 12.00 blev den første advarsel via Sirenen udsendt. I test-advarslen stod der følgende:
TEST - S!RENEN – TEST
Beredskabsstyrelsen og Rigspolitiet tester lige nu S!RENEN, Danmarks nye varslingssystem. I en akut situation fortæller S!RENEN dig, hvad der sker, hvor det sker, og hvad du skal gøre.
Dette er en test. Du skal ikke foretage dig noget.
Se mere på sirenen_dk

Right now the Danish Emergency Management Agency and the Danish National Police are testing S!RENEN, Denmark's new warning system. In case of an emergency, S!RENEN tells you what is going on, where it is, and what you should do.
Today is a test. You don't need to take any action.

See more at sirenen_dk/en

## EU-direktivet
Varslingstjenesten er oprettet som følge af EU-direktivet af 11. december 2018 om oprettelse af en europæisk kodeks for elektronisk kommunikation.  der pålægger EU-medlemslandene at indføre et digitalt supplement til de eksisterende varslingskanaler. EU-direktivet skulle have været implementereret senest 21. juni 2022.